# Amieur
Amieur (em árabe: عمير) é uma cidade e comuna localizada na província de Tremecém, no noroeste da Argélia. Em 2008, sua população era de 13 150 habitantes.